# 圣罗贝尔托
圣罗贝尔托（義大利語：San Roberto），是意大利雷焦卡拉布里亚省的一个市镇。总面积34平方公里，人口1903人，人口密度56.0人/平方公里（2009年）。ISTAT代码为080077。